# Palpita horocrates
Palpita horocrates is een vlinder uit de familie van de grasmotten (Crambidae), uit de onderfamilie van de Spilomelinae. De wetenschappelijke naam van deze soort is voor het eerst voorgesteld als Margaronia horocrates door Edward Meyrick in een publicatie uit 1937.
De soort komt voor in Congo-Kinshasa.